# راه‌پیمایی خرد

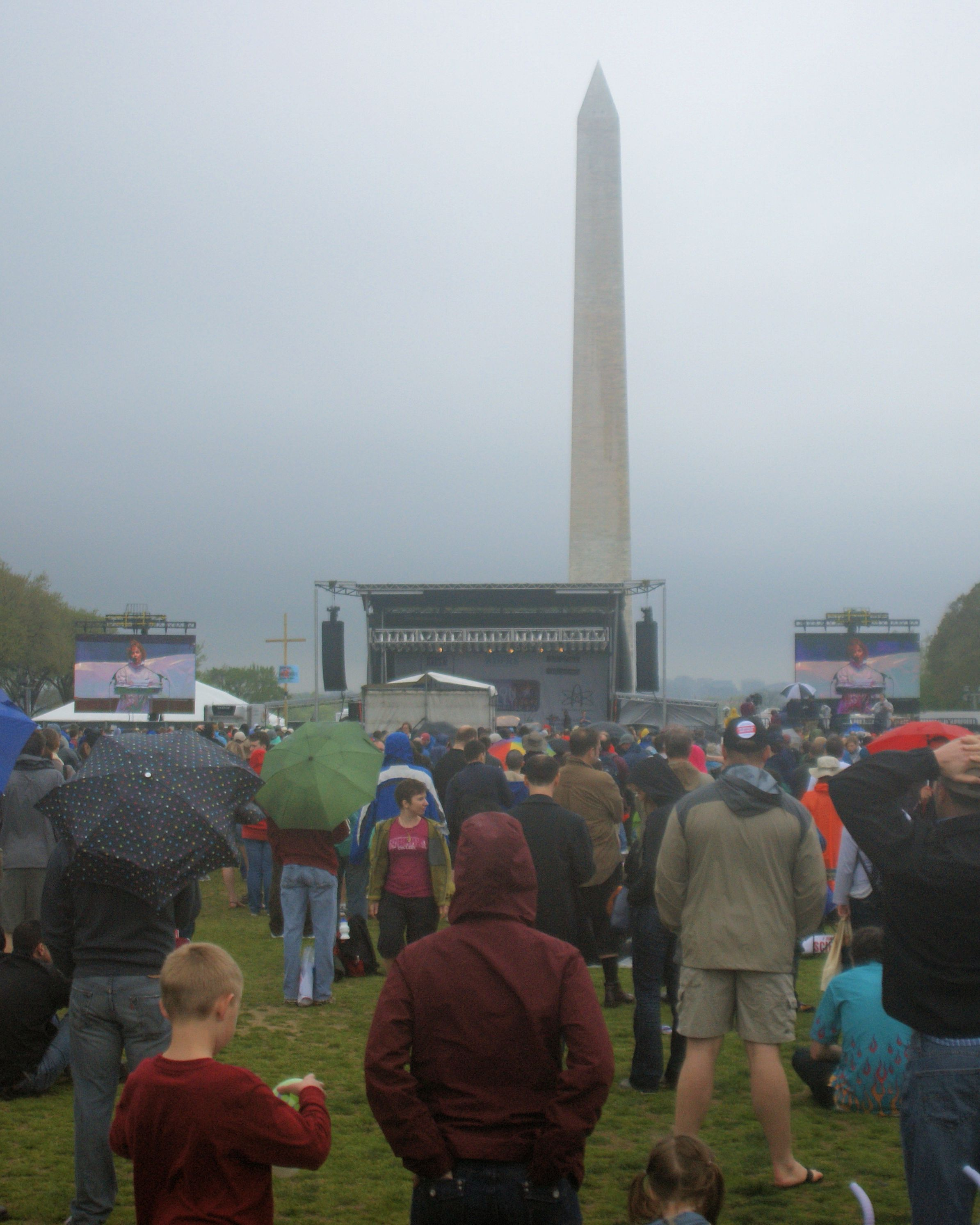
با وجود هوای نامساعد و باران، بین هشت تا ده و به قولی حدود بیست هزار ناباور برای راهپیمایی خرد در پارک ملی واشینگتن دی سی حاضر شدند.

راهپیمایی خِرَد (به انگلیسی: Reason Rally)، یک گردهمایی برای جشن گرفتن بی‌دینی، خداناباوری و سکولاریته بود، که در ۲۴ مارس ۲۰۱۲ در پارک ملی واشینگتن دی سی برگزار شد. این تجمع توسط سازمان‌های بزرگ بی‌خدایی و سکولار ایالات متحده حمایت و هماهنگ شده بود، و به عنوان «وودستاک برای بی‌خدایان و شک‌گرایان» لقب گرفت.
از جمله سخنرانان و مجریان، ریچارد داوکینز زیست‌شناس، تیم مینچین نوازنده، آدام سویج مجری MythBusters، بازیگر و کمدین ادی ایزارد، فعالان کریستینا راد، پاول پراونزا، پی‌زی مایرز، الکویست کرانستون، دن بارکر و شعبده‌باز جیمز رندی و دیگران حاضر بودند. گروه‌های راک بد ریلیجین و خواننده شلی سگال هم ترانه اجرا کردند. اشخاص برجسته دیگر از جمله پیت استارک عضو مجلس نمایندگان، سناتور تام هارکین، کمدین بیل مار و پن ژیلت تردست با لینک ویدئو جمعیت را همراهی کردند. شرکت‌کنندگان تعهد تابعیت را با هم قرائت نمودند، و به عمد عبارت «زیر خدا» را که از سال ۱۹۵۴ توسط کنگره آمریکا اضافه شده، جا انداختند.
طبق وبگاه رسمی، هدف راهپیمایی خرد «متحد کردن، انرژی بخشیدن و جسور کردن مردم سکولار در سطح کشور، و در عین حال زدودن عقاید منفی که توسط بخش بزرگی از جامعه آمریکا وجود دارد» بوده‌است. وبگاه پیش‌بینی کرد که این «بزرگ‌ترین رخداد سکولار در تاریخ جهان» باشد. هیچ رقم رسمی از تعداد شرکت‌کنندگان وجود ندارد، ولی طبق آتلانتیک علی‌رغم آب و هوای بد بیش از بیست هزار نفر شرکت جستند.
البته از بعضی از تصاویر احتمال می‌رود که همه تجمع کنندگان خداناباور نبوده‌اند، گزارش تصویری گاردین به خوبی نمایانگر این ماجراست. در این تصویر یک خداباور با پیراهنی که روی آن نوشته شده «از خدا بترسید و او را جلال دهید.» در راهپیمایی خرد شرکت کرده‌است.